# Empoasca albizziae
Empoasca albizziae är en insektsart som beskrevs av Mahmood, Ahmed och Aslam 1969. Empoasca albizziae ingår i släktet Empoasca och familjen dvärgstritar. Inga underarter finns listade i Catalogue of Life.